# Ambasciatori dell'Hannover in Austria
L'ambasciatore dell'Hannover in Austria era il primo rappresentante diplomatico dell'Hannover (già dell'Elettorato di Hannover) in Austria (già Sacro Romano Impero).
Le relazioni diplomatiche tra i due paesi ebbero inizio nel XVII secolo.

## Elettorato di Hannover
- 164?-?: ?
- 1683–168?: Ferdinand Friedrich von Falkenhayn
- 168?-1690: Johann Christoph von Limbach
- 1690–1696: Hans Caspar von Bothmer
- 169?–1705: Bodo von Oberg
- 1707–1711: Christian Wilhelm von Eyben

...
- 1730–1733: Johann Wilhelm Dietrich Diede zum Fürstenstein
- 1737–174?: Eberhard Hartmann von Erffa[1]

...
- 1766–1783: Johann Ludwig von Wallmoden-Gimborn
- 1784–1787: Christoph Christian von Mühl[2][3]
- 1787–1790: Friedrich Alexander von Wenckstern
- 1790–1804: Ernst Christian Georg August von Hardenberg[4][5]

## Regno di Hannover

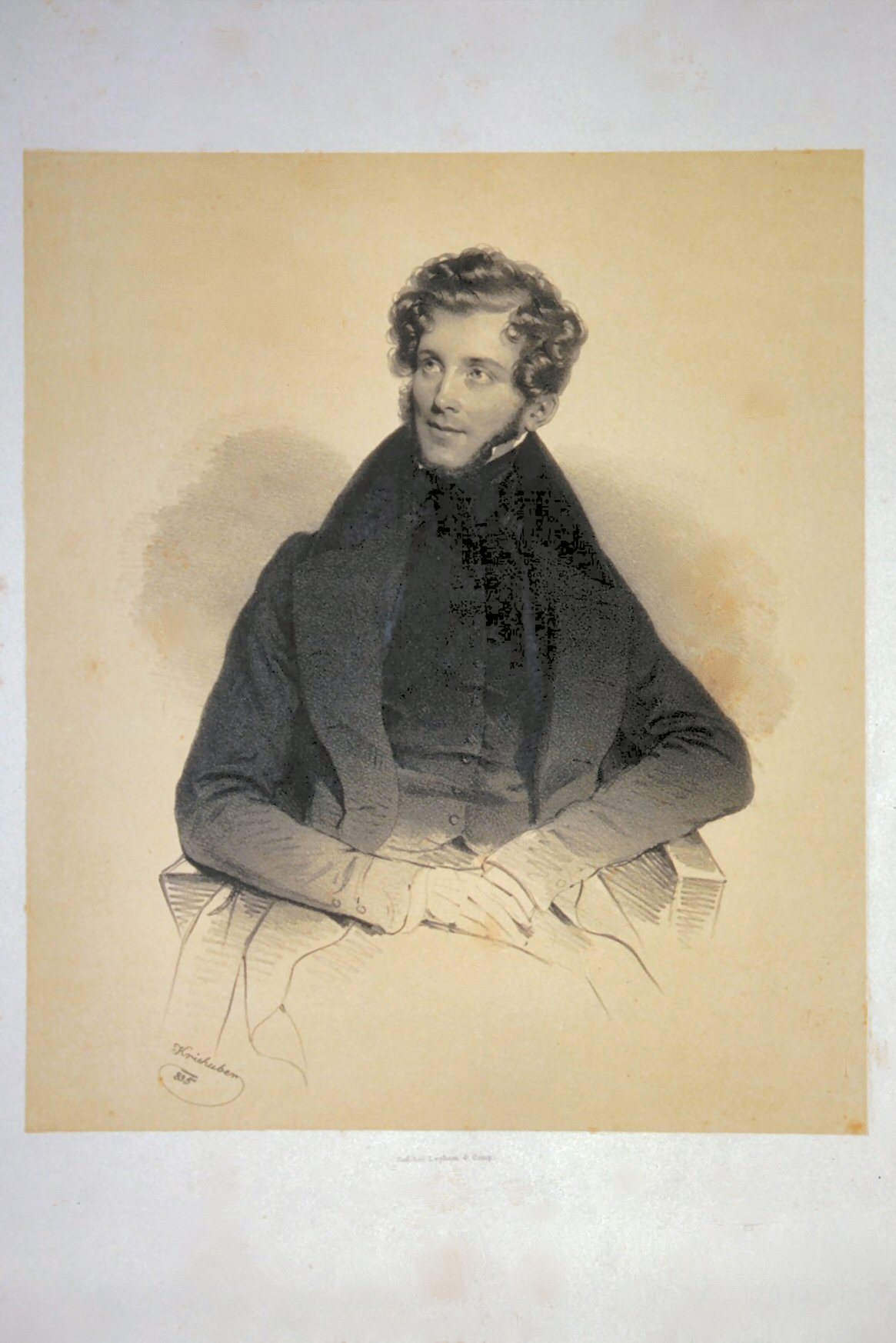
Il barone von Bodenhausen

- 1814–1825: Ernst Christian Georg August von Hardenberg[6]
- 1826–1830: August Ferdinand von Merveldt[6]
- 1830–1849: Ernst von Bodenhausen[6]
- 1849–1852: Adolf Ludwig Karl von Platen-Hallermund[6]
- 1852–1865: Bodo Albrecht von Stockhausen[6]
- 1865–1866: Ernst Julius Georg von dem Knesebeck[6]

1866: Annessione dell'Hannover da parte della Prussia